# Sebastian Ekfält
Sebastian Ekfält, född 3 februari 1991 i Stockholm, är en svensk idrottsman inom drakbåtspaddling. Han bor i Stockholm och tävlar sedan 2015 för Kajakklubben Eskimå.
Ekfält är en av de få svenskar som varit regerande mästare i drakbåt på SM, EM och VM samtidigt, tillsammans med Christoffer Carlsson, Carl Wassén och Rasmus Gramer.

## Meriter
IDBF VM
- Szeged 2013
  - Guld 10manna herr 200m (U24) [2]
  - Silver 20manna mix 1000m (U24) [2]
  - Brons 20manna mix 500m (U24) [2]

ICF VM
- Poznan 2014
  - Brons 20manna mix 500m [3]

ECA EM
- Auronzo di Cadore 2015
  - Guld 20manna mix 200m [4]
  - Brons 20manna mix 500m [5]
  - Brons 20manna mix 2000m [6]
  - Brons 10manna herr 200m [7]
  - Brons 10manna herr 2000m [8]

SM
- Nyköping 2015
  - Guld 10manna mix 200m
  - Silver 10manna mix 500m
- Jönköping 2014
  - Silver 10manna mix 200m
  - Silver 10manna mix 500m

## Bildgalleri

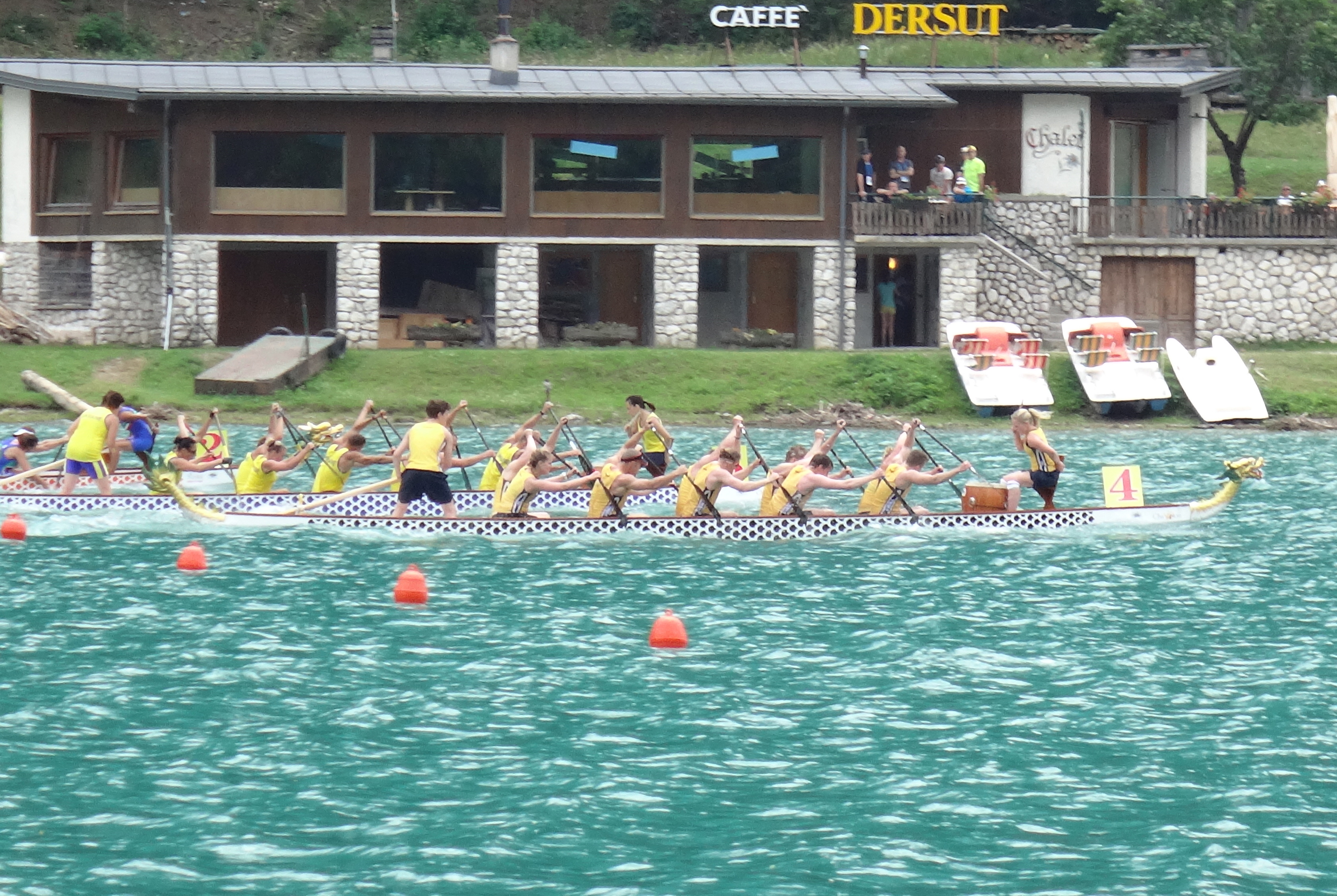
Försöksheat, EM 2015
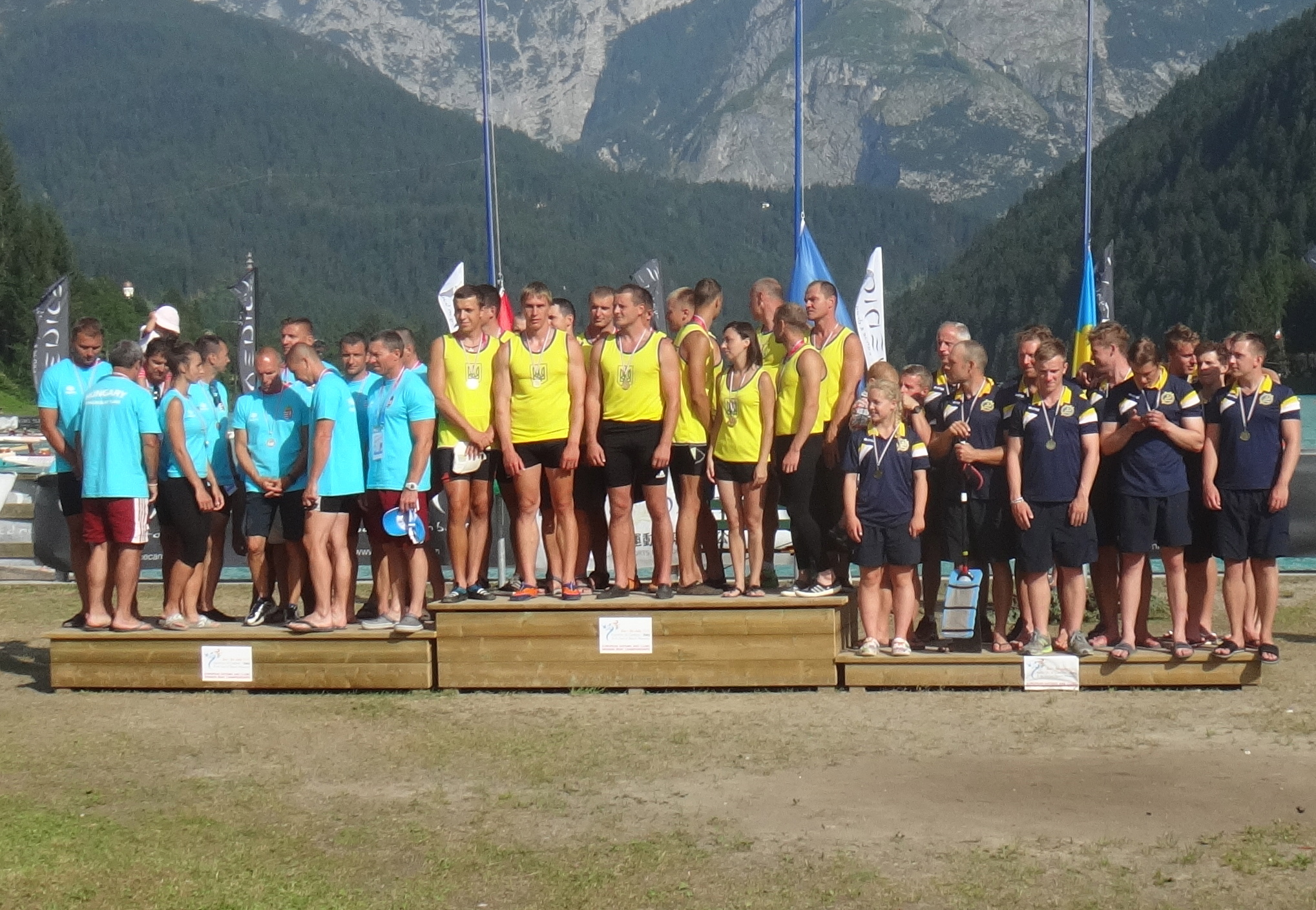
Medaljceremoni, EM-brons i senior, 200m 2015
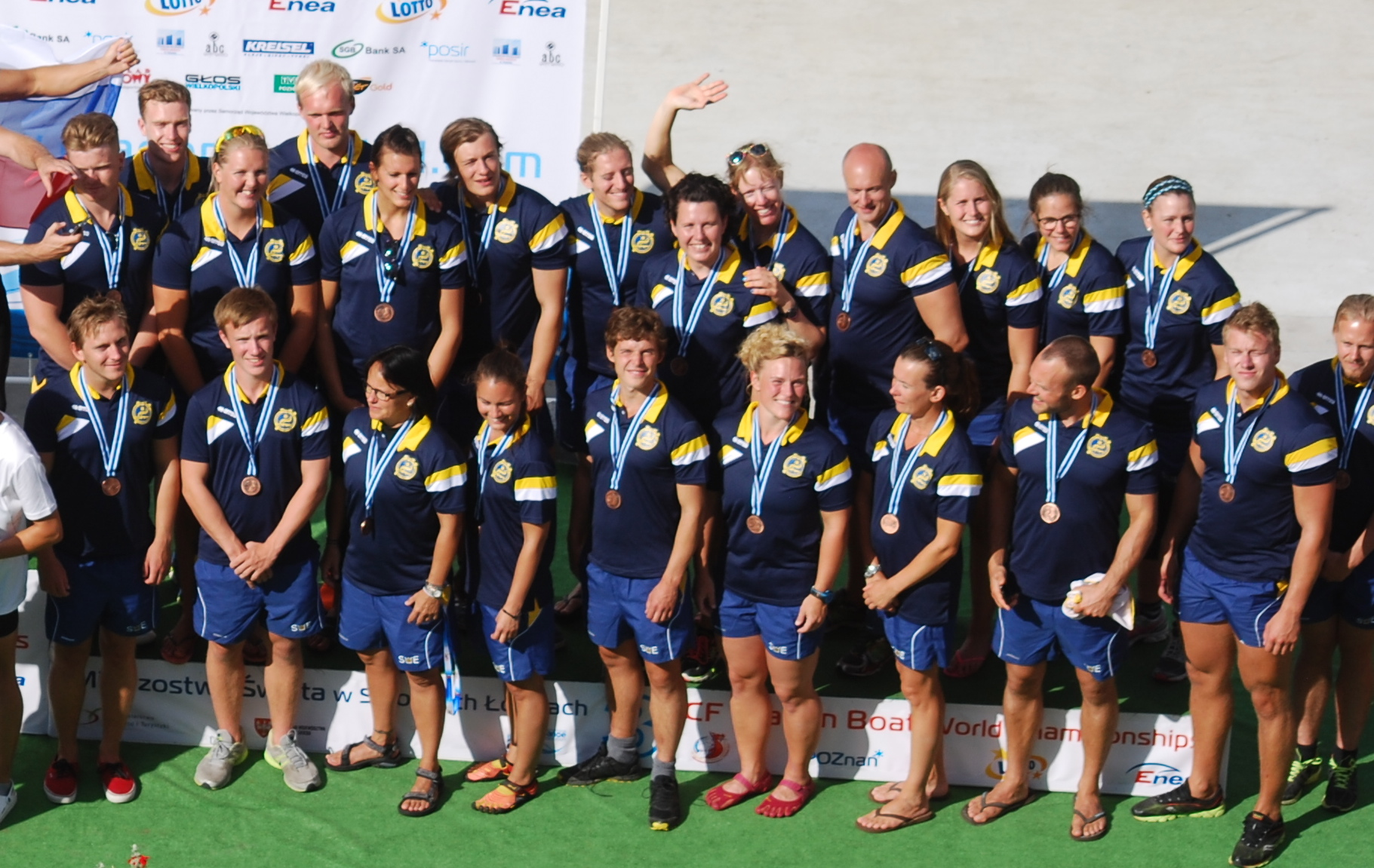
Medaljceremoni, VM-brons i senior, 500m 2014
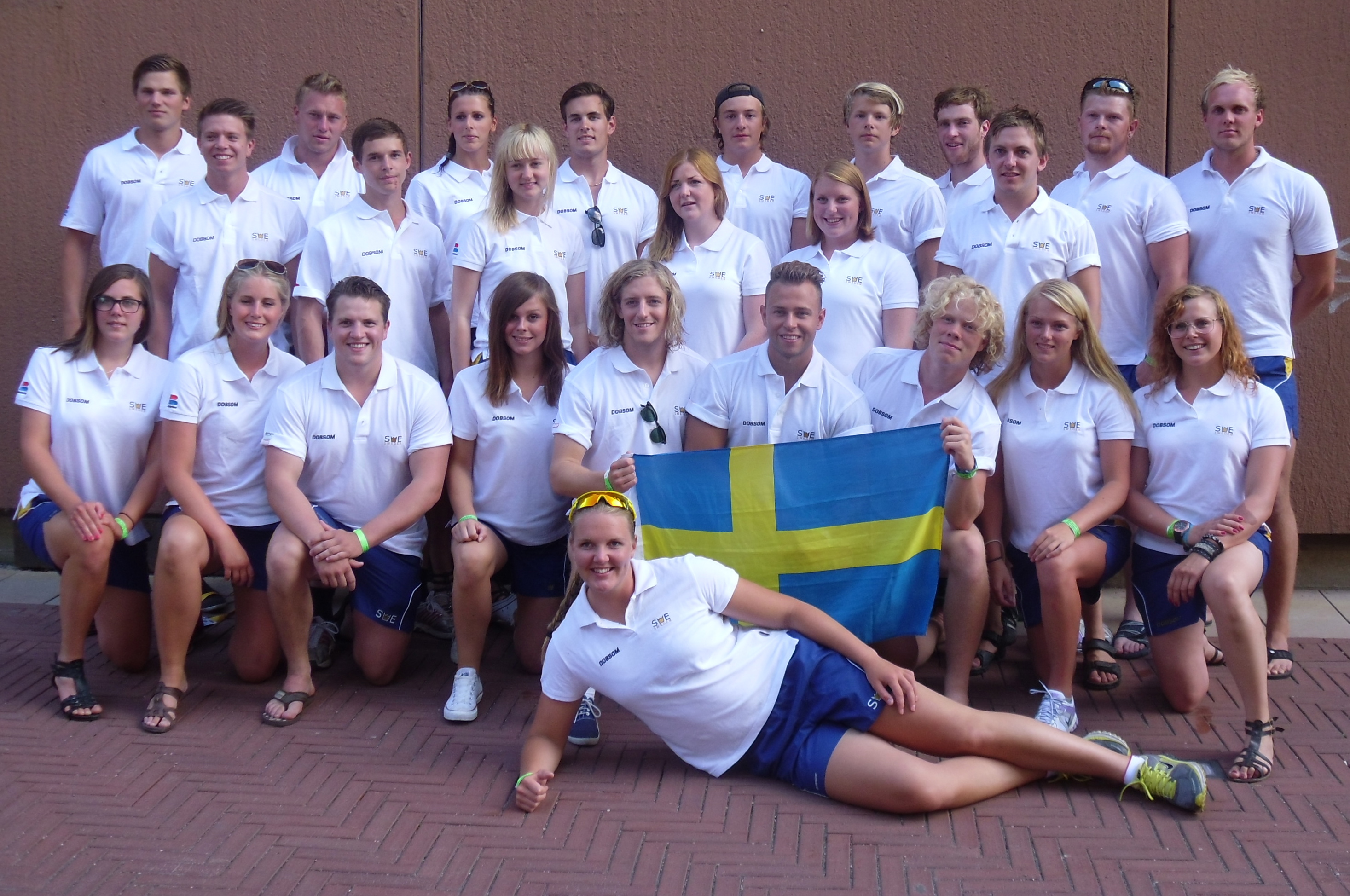
Lagfoto, VM-brons i U24, 500m 2013
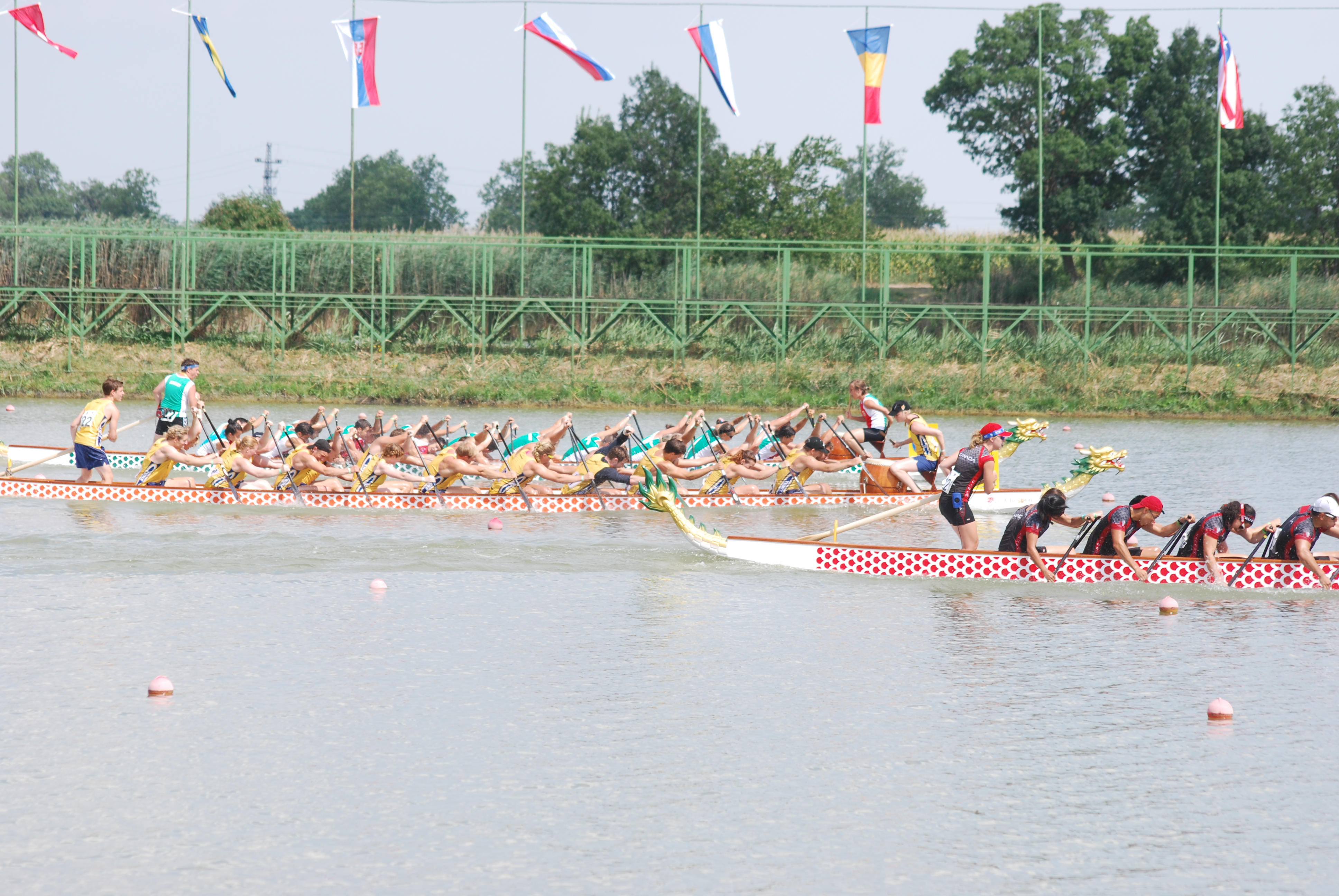
VM-final, VM-silver i U24, 1000m 2013
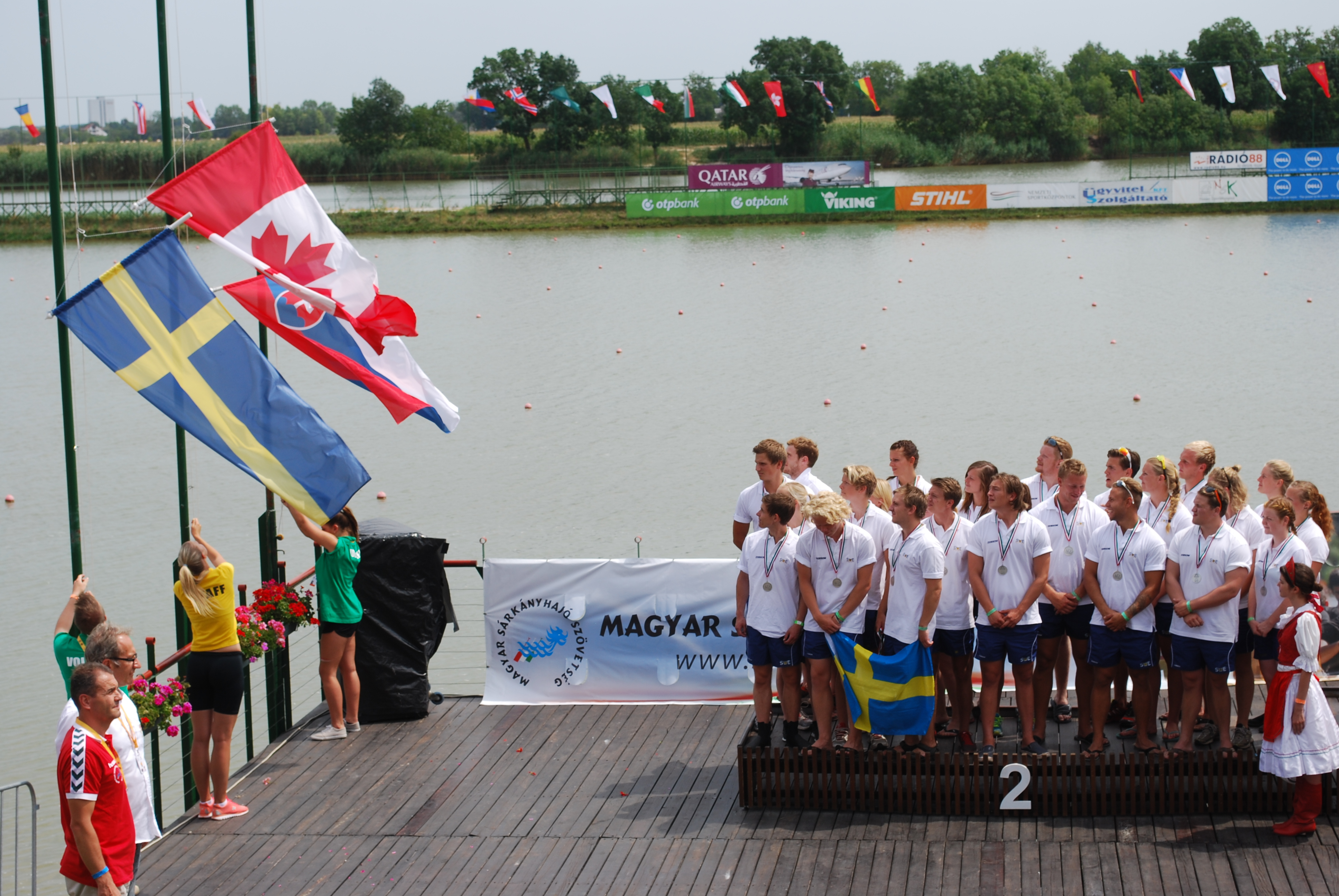
Medaljceremoni, VM-silver i U24, 1000m 2013
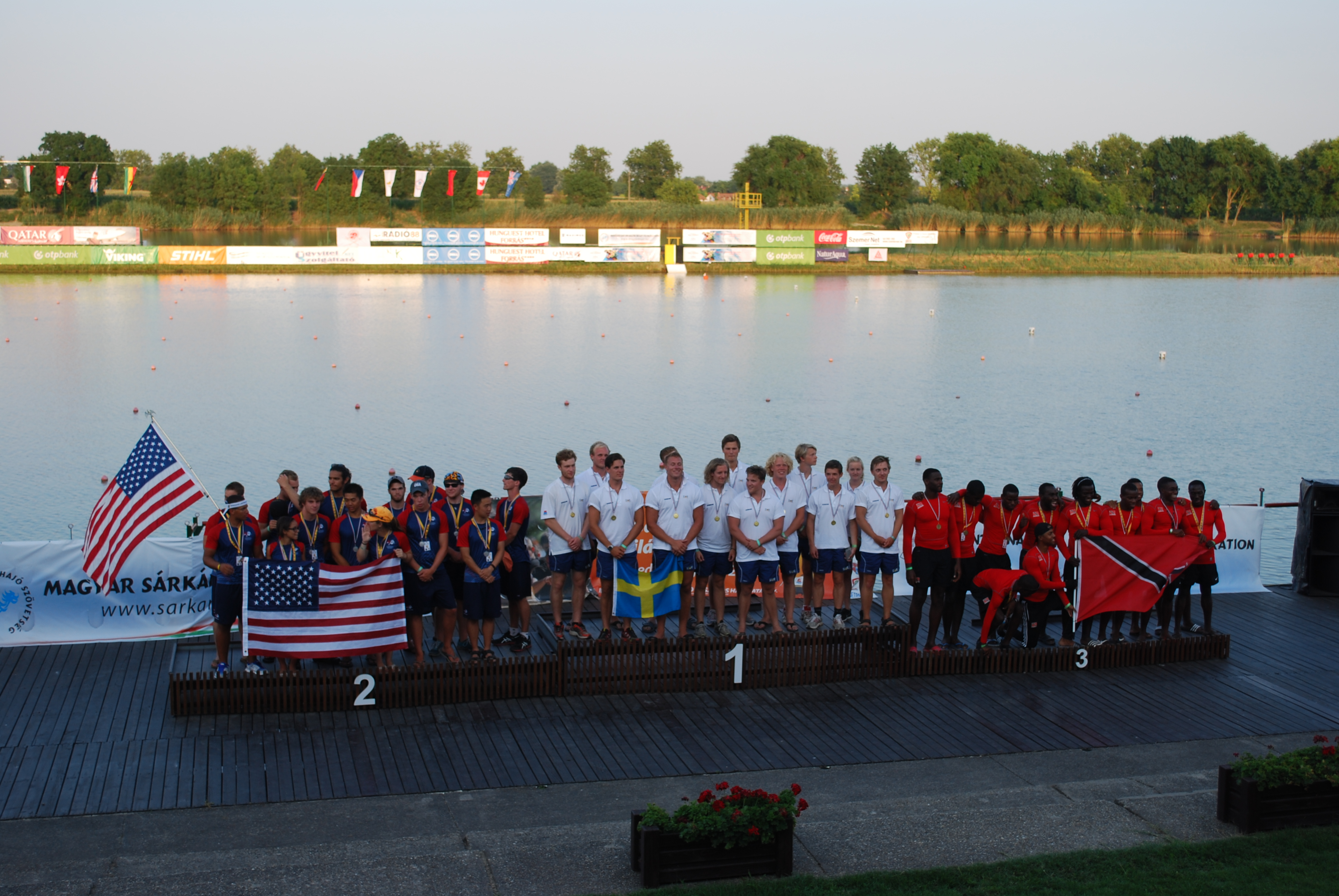
Medaljceremoni, VM-guld i U24, 200m 2013
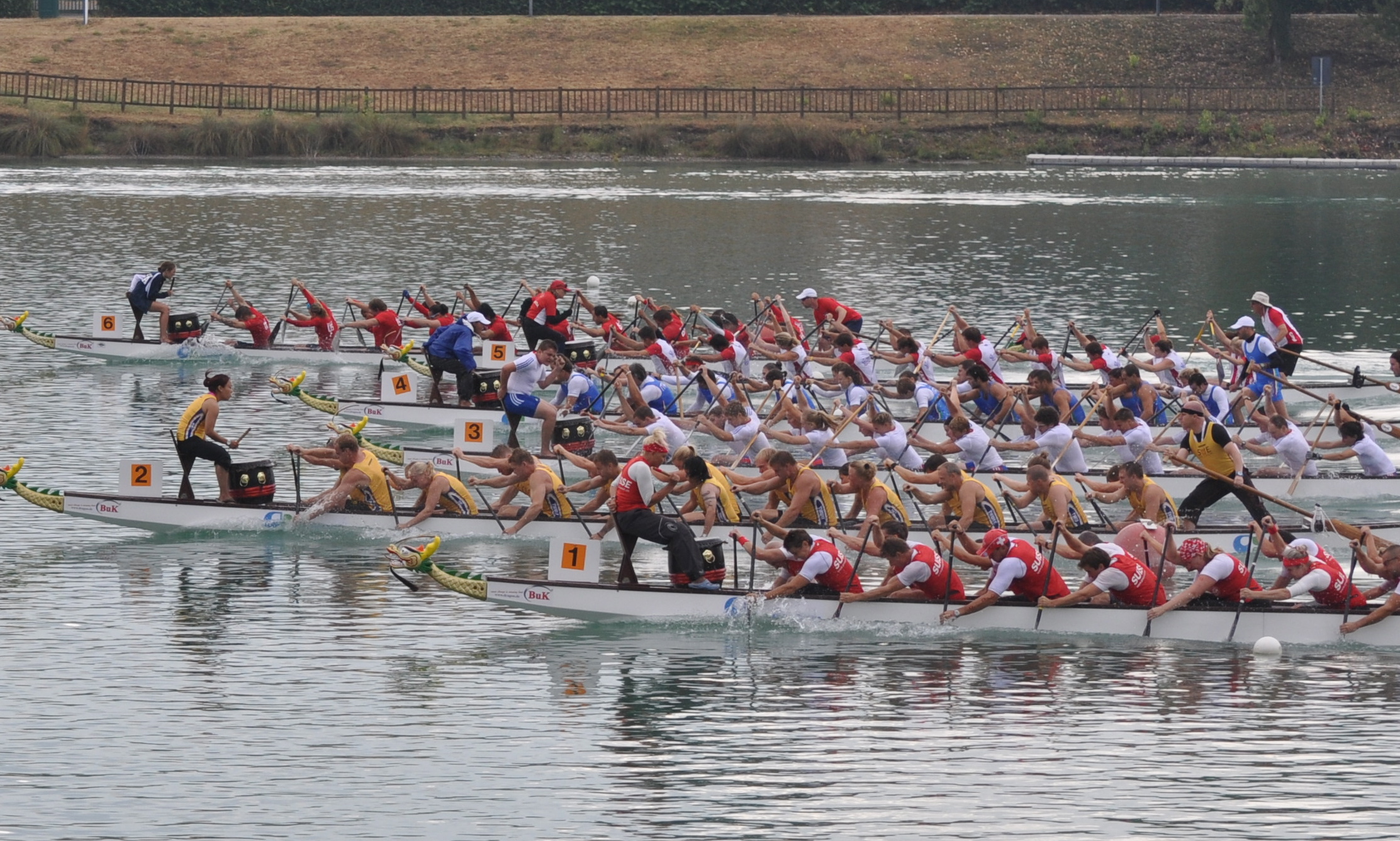
Landslagsdebut, 500m i senior, VM 2012